# Paul Meijer
Paul Meijer (ur. 27 marca 1985 w Utrechcie) – holenderski kierowca wyścigowy.

## Kariera
Meijer rozpoczął karierę w wyścigach samochodowych w 2001 roku od startów w Union Toyota Yaris Cup oraz we Fly You Clio Renault Sport Cup. Z dorobkiem odpowiednio 85 i trzech punktów uplasował się odpowiednio na piątej i 29 pozycji w klasyfikacji generalnej. W późniejszych latach pojawiał się także w stawce Formuły Ford 1800 Benelux, Festiwalu Formuły Ford, Formuły Renault Habo DaCosta, World Series Light, Europejskiego Pucharu Formuły Renault 2.0, Holenderskiej Formuły Renault, Recaro Formel 3 Cup, Północnoeuropejskiego Pucharu Formuły Renault 2.0, Superleague Formula, Międzynarodowej Formuły Master, Tango Dutch GT4 oraz FIA GT4 European Cup (mistrz w 2010 roku).